# 社台ファーム鈴鹿トレーニングセンター
社台ファーム 鈴鹿（しゃだいファーム すずか）は、三重県鈴鹿市伊船町151にある社台グループ傘下の競走馬のトレーニングセンターである。主に社台ファーム生産馬の育成、休養を行っている。略称は鈴鹿トレセン。

## 概要
2017年頃より構想計画を立て、2022年4月に鈴峰ゴルフ倶楽部の敷地の半分（東京ドーム約4倍の広さ）を取得する形で着工し、2024年6月1日に開設された。
これまで栗東トレーニングセンター所属の社台ファーム関係馬による育成及び休養施設は滋賀県甲賀市のグリーンウッド・トレーニングもしくは宮城県山元町の山元トレーニングセンターを使用していたが、栗東トレセンから車で約50分の同施設の完成により今後社台ファーム関係馬は段階的に鈴鹿トレセンに一本化されることになる。
開場前日となる5月31日に行われた開所式にて社台ファームの吉田照哉は挨拶で「関西に拠点ができたので、馬の入れ替えをして競馬にいけるのは大きいと思います。この施設とわれわれのノウハウがあれば、素晴らしい馬が作れると確信しております」と言葉を述べた。
施設一番の自慢である直線距離1100ｍを誇る国内最大級の坂路は高低差38ｍ、勾配3.5％は栗東トレセン坂路の高低差32ｍ、勾配2.6％を上回る。

## 主な施設
- 総敷地面積:18.7ヘクタール
- 厩舎（2棟、約50頭が収容可能）
- 各馬房に冷房とミストが完備
- ウッドチップ坂路コース:直線1100m×幅員7m（高低差38m、最大勾配3.5%）
- ウッドチップ周回コース:1周800m×幅員10m
- 逍遥馬道
- 時計の自動計測導入
- トレッドミル4基
- ウォーキングマシン12基